# トイカメラ

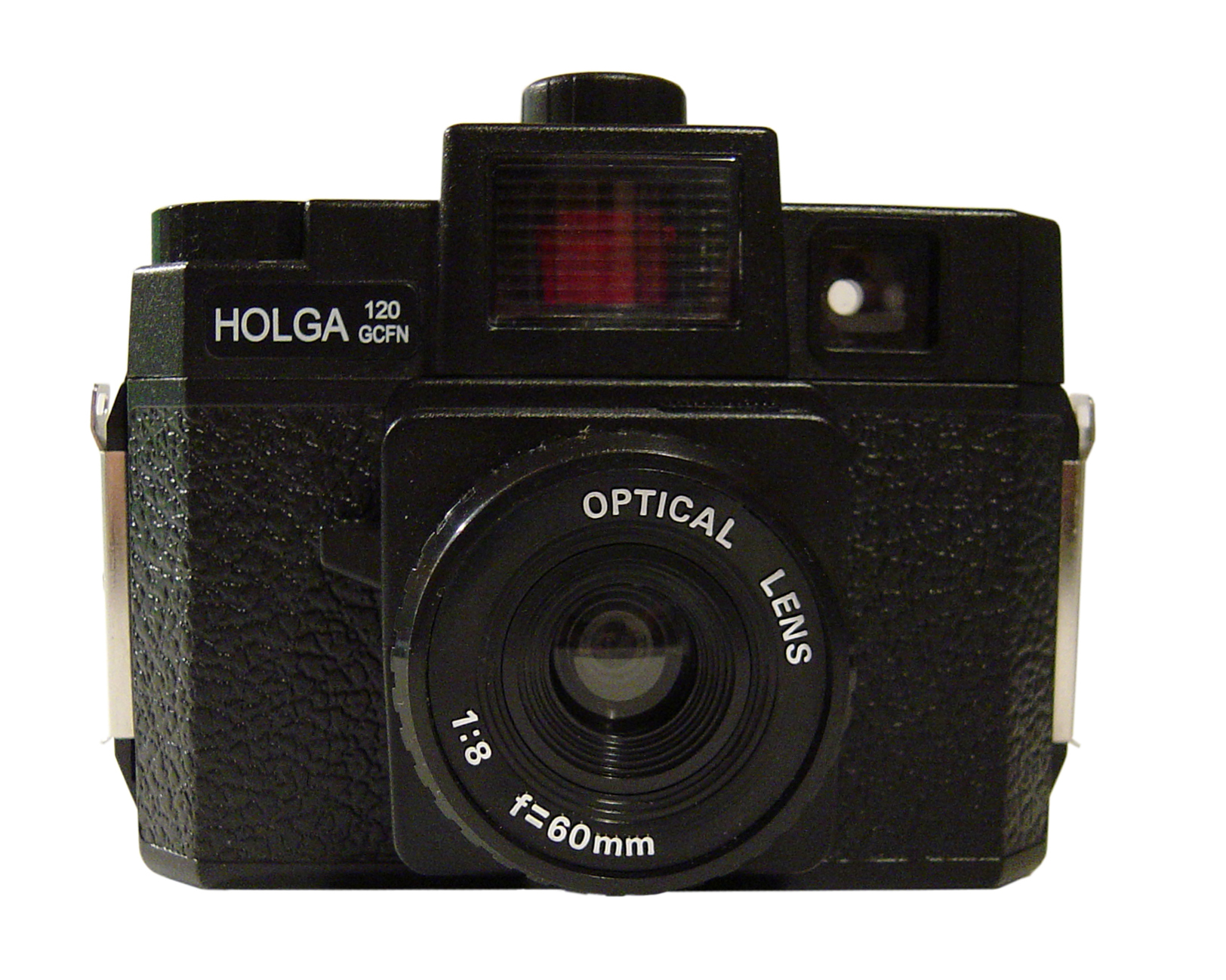
ホルガ 120GCFN

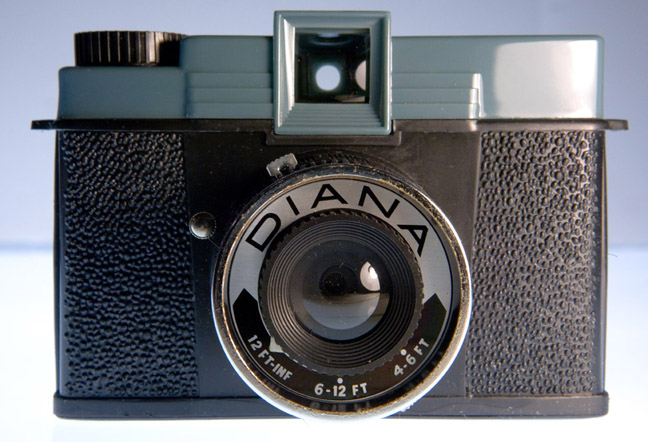
Lomography Diana+。使用フィルムは120

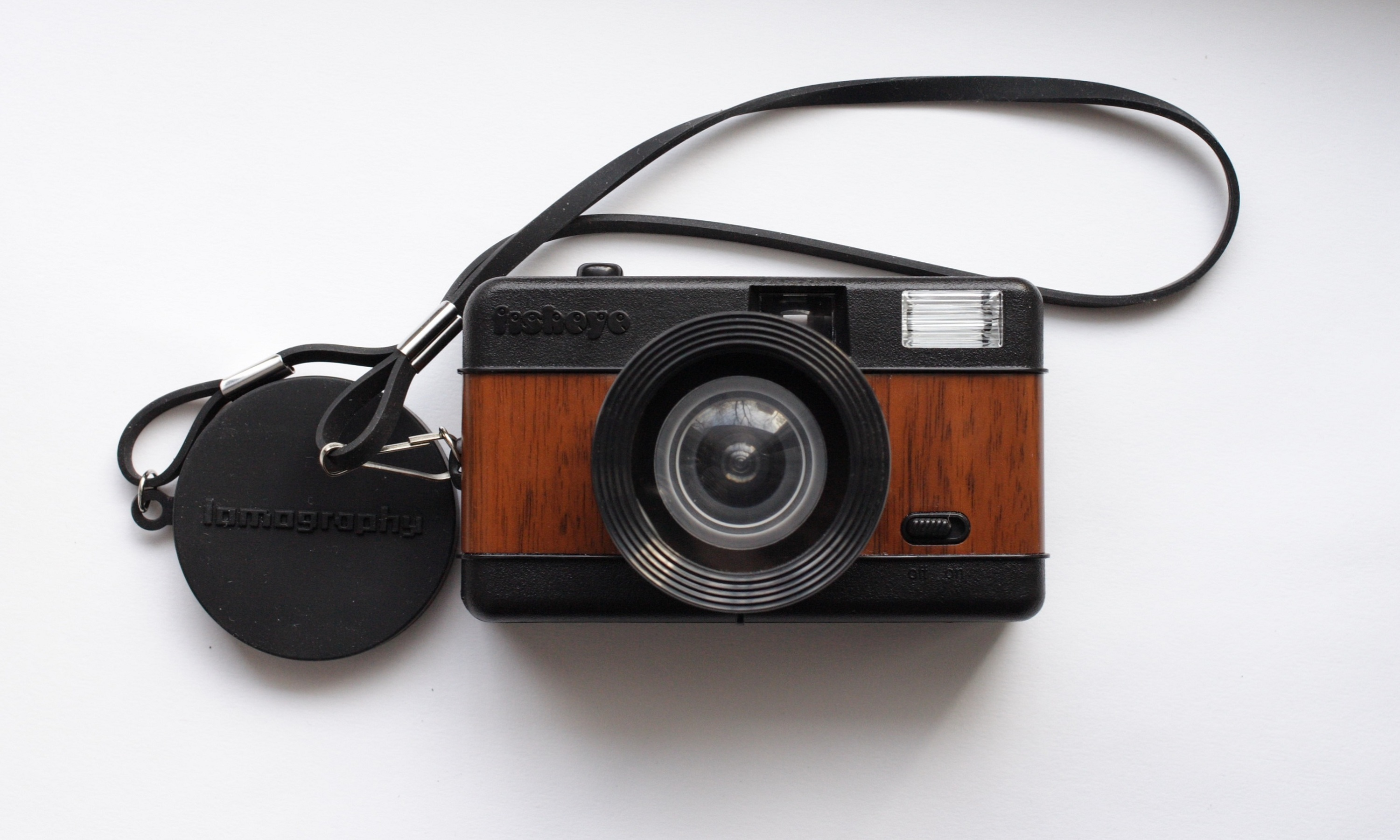
Lomography Fisheye camera

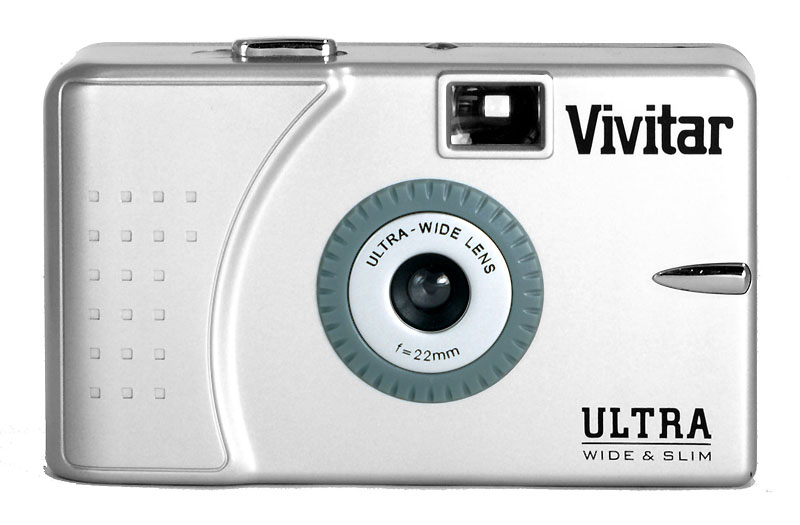
Vivitar Ultra Wide&Slim。使用フィルムは135

トイカメラ（英語: Toy Camera）は、玩具のような素材で製造され、低所得者や年少者を中心とした大衆的な普及を目的とした写真機である。筐体・レンズ等、ほぼ全体を構成する素材が合成樹脂等から作られ、軽量であり、組立の構成が比較的簡単で、比較的安価である。香港製の銀塩写真機であるホルガがその代表とされる。
デジタルカメラ製品については略して「トイデジカメ」、さらに略して「トイデジ」と呼び、フィルムカメラの製品と区別することが多い。本項では、おもに銀塩写真のためのフィルムカメラについて扱う。デジタルカメラ製品については、トイデジカメの項を参照。

## 略歴・概要
大衆的な製品として、安価な材質を用い、簡素化された製品であり、同一の構造でも品質にばらつきが多くみられる製品も多い。その構造ゆえ、一般的なメーカー製カメラと比べて歪み・ぼけ・現実とかけ離れた色調が生じるなど、特殊な写りをみせる製品が少なくない。工業製品としてみれば欠陥ともいえるその奇妙な光学効果を、一部愛好者などが逆に利用した写真が発表され、芸術関連の分野で賞を得ることも生じ、それらの評価で人気に火がついた。現在でも強い支持を受けている。
「代表的なトイカメラ」とされるホルガは、レンズがプラスティック製であり、「世界で唯一魂をもつカメラ」「キング・オヴ・トイカメラ」「カルトカメラ」と評される。ホルガには、プラスティックレンズとガラス製レンズの2種類があり、前者で撮影した写真は、四隅が暗部になる特徴がある。写真家の藤田一咲は、1959年に日本で発売された小型・軽量、ハーフサイズの普及型写真機オリンパス・ペンにも、トイカメラに似た開発思想がみられると指摘する。
1992年にオーストリアのウィーンで始まったムーヴメントとしてのロモグラフィーは、1984年に大量生産が開始されたソビエト連邦（現在のロシア）製の写真機ロモLC-Aをその中心に据えている。ロシアでの生産が終了した後の2006年、ロモグラフィーは、同機のレプリカとして「ロモLC-A+」の製造販売を開始した。ロモグラフィーは、2011年、同社初の撮影機「ロモキノ」の製造販売を開始し、トイカメラは動画の時代に入った。ロモグラフィーは自社ブランドカメラを「トイカメラ」と呼んでいないが、同社製のフィルムカメラは多くがトイカメラの範疇に入る製品である。
使うフィルムについては様々で、120フィルム・135フィルムを中心に、110フィルム使用のものや、オプションでインスタントフィルムが使えるものもある。110フィルムは一時期生産が終了したため、同フィルムを使うトイカメラも市場から消えたが、近年のフィルム復活に伴い、再び製品が流通するようになった。
根強いトイカメラの愛好家のために開発された携帯電話のアプリではトイカメラ特有の歪み・ぼけ・色調等の独特の光学効果を再現している。

## おもな製品

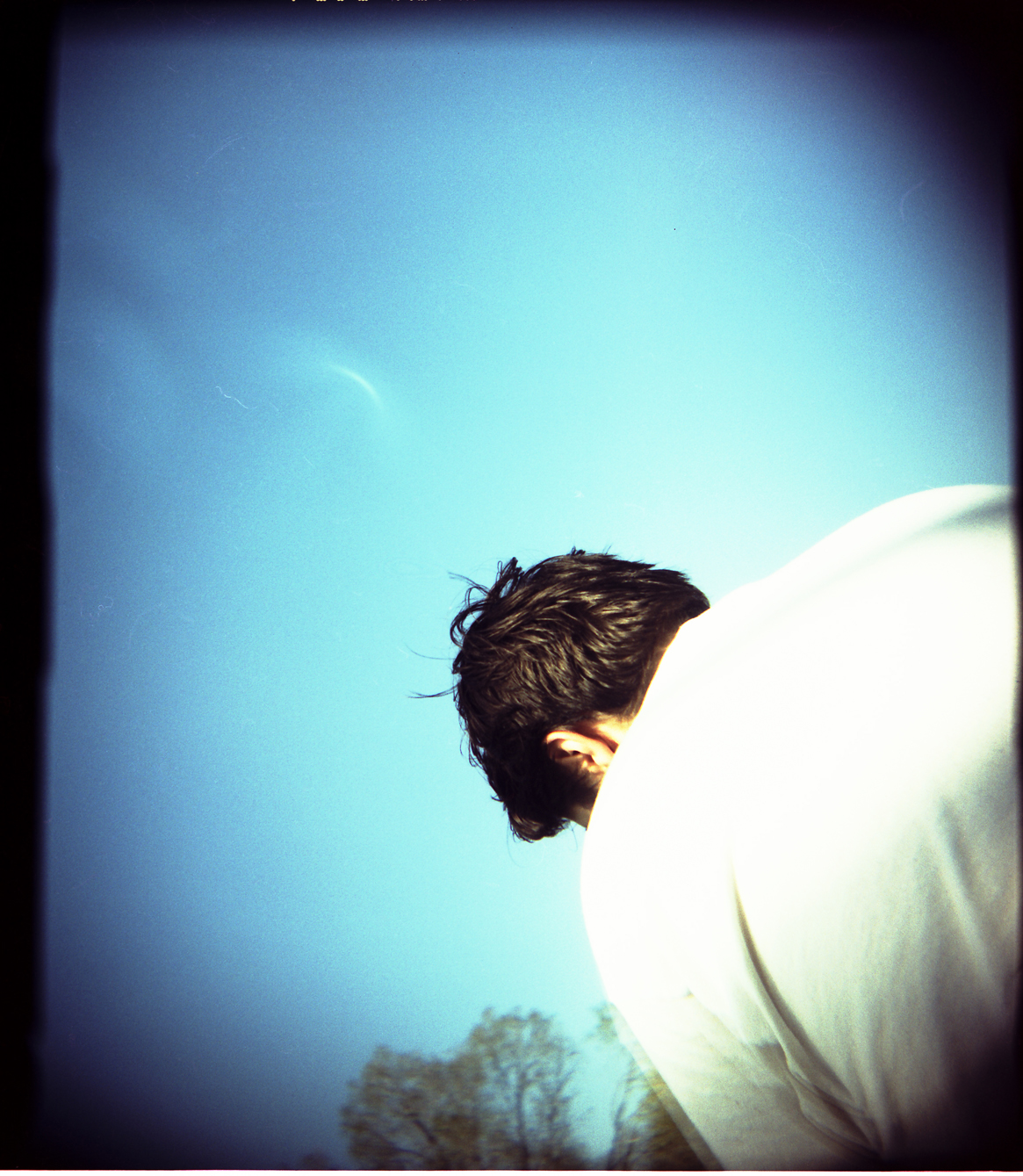
ホルガで撮影された、特徴的なケラレがみられる写真例

トイカメラの範疇にあるフィルムカメラの一覧。トイデジカメの範疇にあるものを除く。
- ロモ（ソビエト連邦 ⇒ ロシア）
  - LC-A - 135フィルム使用、1984年製造開始
  - ルビテル（英語版） - 120フィルム使用
  - スメナ（英語版） - 135フィルム使用
- ホルガ（香港）
  - ホルガ120S - 120フィルム使用、1982年製造開始
  - ホルガ120N - 120フィルム使用
  - ホルガ35AF - 135フィルム使用、ライカ判
  - ホルガ35MF - 135フィルム使用、ライカ判
  - ホルガK-202 - 135フィルム使用、ライカ判
  - ホルガK-220 - 135フィルム使用
  - ホルガミクロ110 - 110フィルム使用
  - ポルガ、ホルガロイド（いずれもインスタントカメラ化したものの通称）
- グレートウォール・プラスチック・カンパニー（香港）
  - ダイアナカメラ - 120フィルム使用、1960年代初期製造開始
- 海鴎（中国）
  - 海鴎 4B-1 - 120フィルム使用、二眼レフカメラ
- SuperHeadz（パワーショベル、日本）
  - プラモデルカメラ - 135フィルム使用
  - ハリネズミカメラ - 110フィルム使用
- タカラトミー（日本）
  - トルネ（ToLNe） - 135フィルム使用、発表・一定生産後に発売中止
- ヴィヴィター（英語版）（アメリカ）
  - Vivitar Ultra Wide&Slim - 135フィルム使用
- ロモグラフィー
  - ロモLC-A+ - ロモLC-Aの復刻版（中国製）
  - ホルガ
  - Diana+, Diana F+ - ダイアナカメラの復刻版
  - Lubitel 166+ - ルビテル166の復刻版
  - La Sardina Camera - 135フィルム使用
  - Fisheye, Fisheye No.2 - 135フィルム使用
  - Horizon Kompakt, HorizonPerfekt - 135フィルム使用、KMZ製ゴリゾント (カメラ)（英語版）の復刻版
  - Smena 8M - 135フィルム使用、スメナ8Mの復刻版
  - ロモキノ - 135フィルム使用、簡易の小型映画用撮影機

- 大創産業（日本）

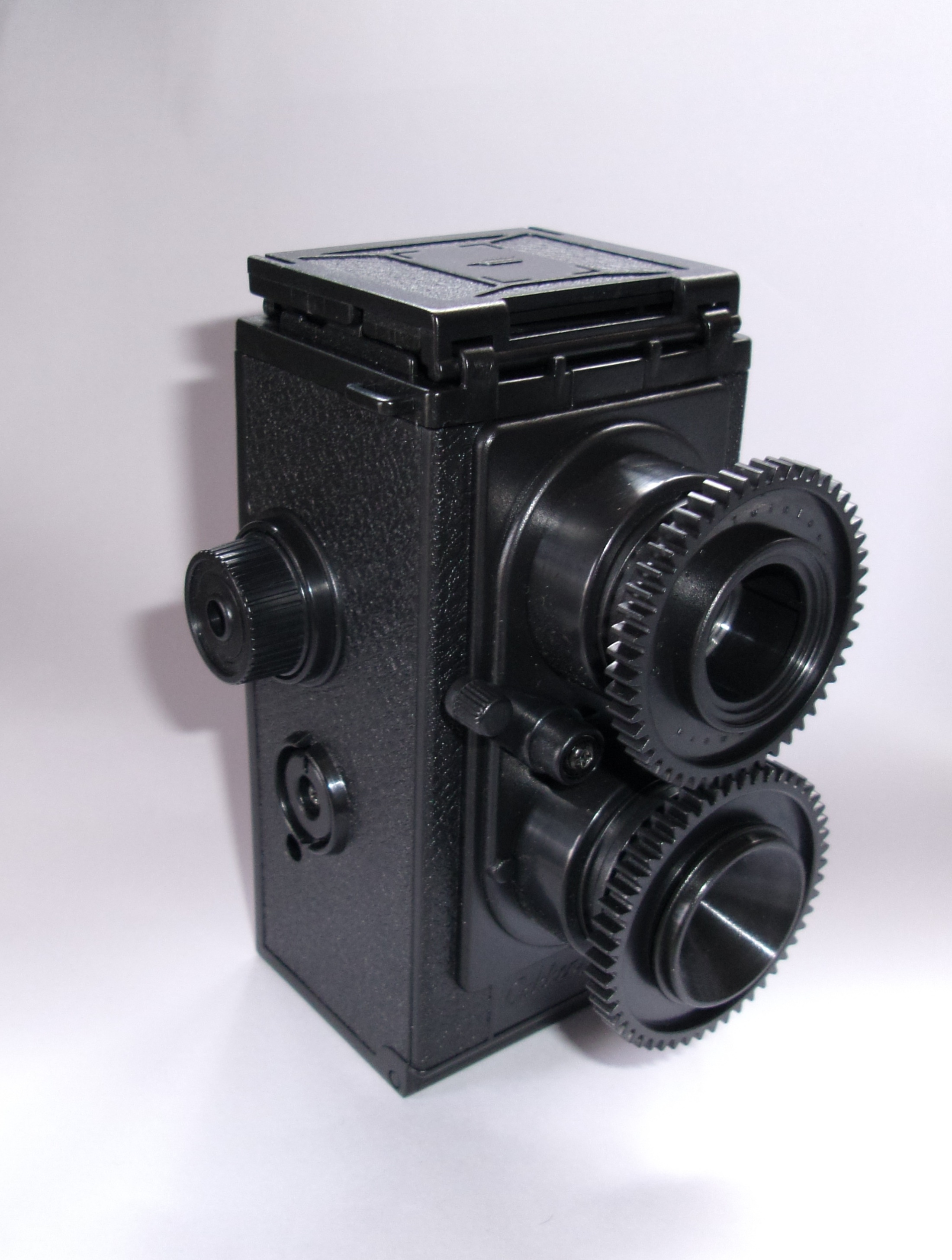
大人の科学 二眼レフカメラ

  - カメラくん - 135フィルム使用、定価100円（税抜）
- 学研（日本）
  - 大人の科学 ピンホールカメラ - 135フィルム使用、2003年発売
  - 大人の科学 ステレオピンホールカメラ - 135フィルム使用、2006発売
  - 大人の科学 二眼レフカメラ - 135フィルム使用、2009年発売
- ポラロイド（アメリカ）
  - ピンホール 80 - 剥離式インスタントフィルム（8.3×8.6cm）使用、ひまわり/オリーブの2種
  - ピンホール100 - 剥離式インスタントフィルム（8.5×10.8cm）使用、アイボリー/グレーの2種、2007年発売